# Musée Mikkel
Le musée Mikkel (estonien : Mikkeli muuseum) est un musée d'art situé dans le parc de Kadriorg à Tallinn en Estonie.

## Histoire
Le musée est installé dans les anciennes cuisines du château de Kadriorg.
Il fait partie du musée d'art d'Estonie.

## Galerie du musée

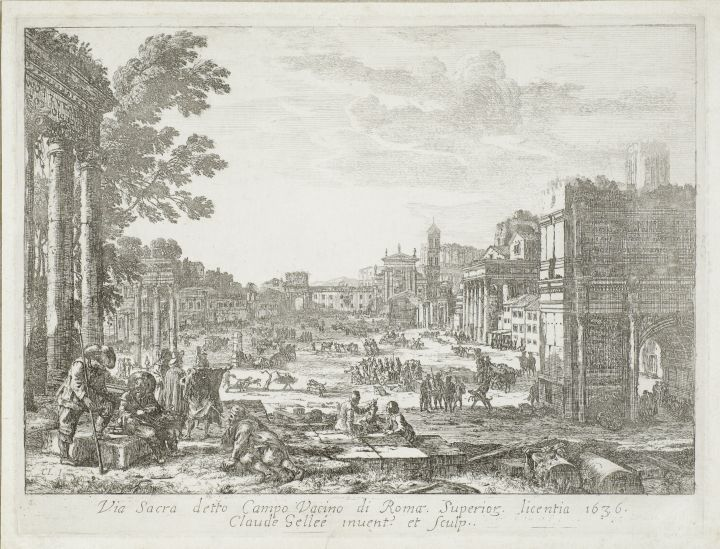
Claude Lorrain, Campo Vaccino (1636)
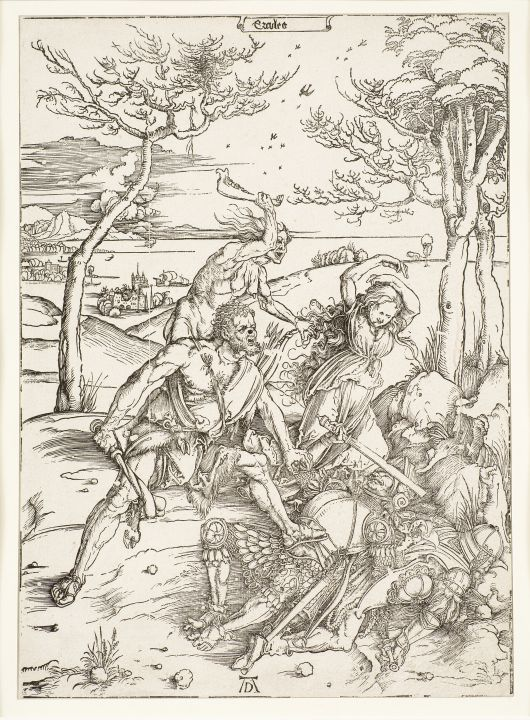
Albrecht Dürer, Hercule conquiert les Molionites (1496-1498)
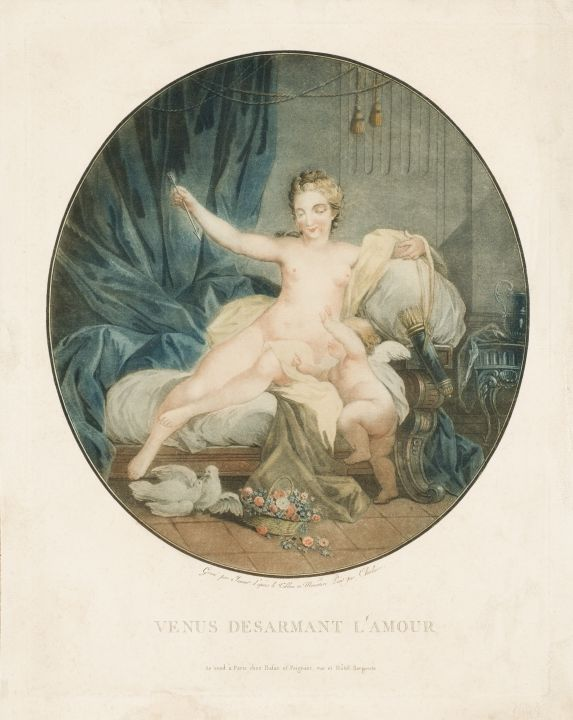
Jean-François Janinet, Vénus désarmant l'amour (vers 1768)
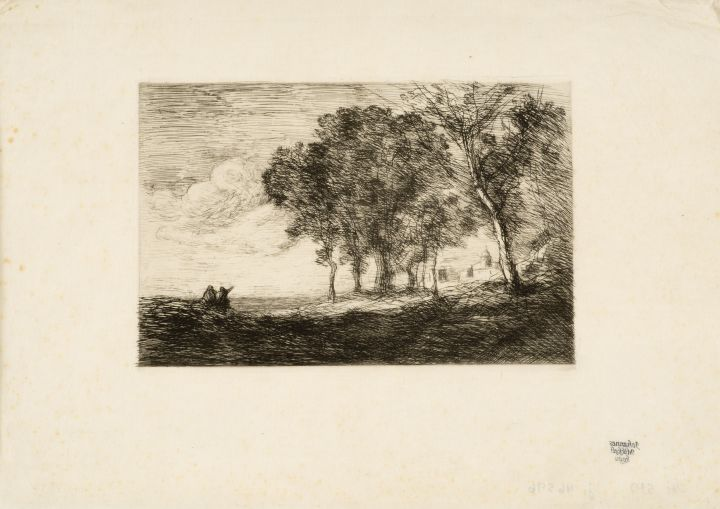
Jean-Baptiste-Camille Corot, Paysage italien (1865)
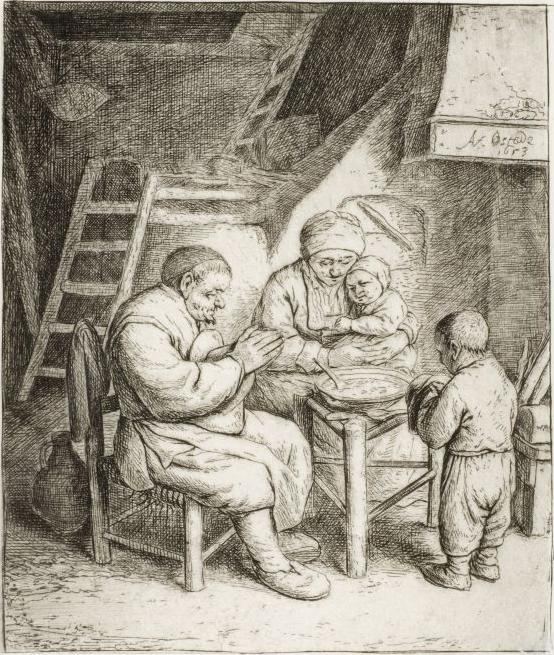
Adriaen van Ostade, Grâce (1653)